# 洛伊辛
洛伊辛（德語：Loissin）是德国梅克伦堡-前波美拉尼亚州的市镇，隶属于前波美拉尼亚-格赖夫斯瓦尔德县。总面积为15.48平方千米，截至2023年12月31日总人口为806人。